# Perrotia flora
Perrotia flora es una especie de mariposa, de la familia de los hespéridos.

## Distribución
Perrotia flora ha sido reportada en Madagascar.

Plantas hospederas
No se conocen las plantas hospederas de P. flora.